# Quincy Douby
Quincy Douby (ur. 16 maja 1984 w Nowym Jorku) – amerykański koszykarz, występujący na pozycjach rozgrywającego lub rzucającego obrońcy.

## Osiągnięcia
Na podstawie, o ile nie zaznaczono inaczej.
NCAA
- Laureat Haggerty Award (2006)[3]
- Zaliczony do:
  - I składu:
    - Big East (2006)
    - pierwszoroczniaków Big East (2004)
- Lider Big East w[4]:
  - średniej zdobytych punktów (25,4 – 2006)
  - liczbie:
    - zdobytych punktów (839 – 2006)
    - celnych (287) i oddanych (621) rzutów z gry (2006)
    - celnych (149) rzutów wolnych (2006)

Drużynowe
- Wicemistrz:
  - Chin (2011)
  - Libanu (2018)
- Mistrz II ligi tureckiej (2014 – awans do TBL)

Indywidualne
- MVP meczu gwiazd chińskiej ligi CBA (2011)
- Uczestnik meczu gwiazd:
  - chińskiej ligi CBA (2011, 2013)
  - ligi tureckiej TBL (2010)
- Lider strzelców ligi tureckiej (2010)